# ساری‌توغای (آتیراو)
ساری‌توغای (قزاقی: Сарытоғай) یک منطقه مسکونی در قزاقستان است که در استان آتیرائو واقع شده‌است.